# الینا دیاچنکو
الینا دیاچنکو (اوکراینی: Олена Ігорівна Д'яченко؛ زادهٔ ۱۵ ژوئن ۲۰۰۱) ژیمناست ریتمیک اهل اوکراین است.